# 마블러스 파크
마블러스 파크(영어: Marvelous Park)는 대한민국 충청남도 아산시 배방읍에 추진중이었던 마천루였다.
2005년 SK건설은 아산신도시에 63층 규모의 랜드마크 빌딩인 사이클론 타워를 건설한다고 22일 밝혔다. 2008년 높이 250.91m, 층수는 지상 51층, 지하 7층의 규모로 펜타포트가 착공되면서 사이클론 타워는 공사가 중단되고 2011년 펜타포트가 완공되면서 이후 사이클론 타워가 무산된 이유는 도면부실로 인한 백지화다.
2017년 10년 동안 중단된 아산신도시의 오피스텔 건립이 재추진될 예정이다. 이후 취소되었다.

## 내부 시설
| 층수                | 시설          |
| ------------------- | ------------- |
| 4층 ~ 48층          | 오피스텔      |
| 2층 ~ 3층           | 판매시설, CGV |
| 1층                 | 판매시설      |
| 지하 8층 ~ 지하 1층 | 지하주차장    |

## 같이 보기
- 대한민국의 마천루 목록
- 충청남도의 마천루 목록
- 아산시의 마천루 목록